# بوب بوون
بوب بوون (بالإنجليزية: Bob Boone)‏ هو لاعب كرة قاعدة أمريكي، ولد في 19 نوفمبر 1947 في سان دييغو في الولايات المتحدة.

## وصلات خارجية
- بوب بوون على موقع دوري كرة القاعدة الرئيسي (الإنجليزية)
- بوب بوون على موقعبيزبول رفرنس.كوم (الدوري الرئيسي) (الإنجليزية)
- بوب بوون على موقعبيزبول رفرنس.كوم (الدوري الثانوي) (الإنجليزية)
- بوب بوون على موقع إي إس بي إن.كوم (أم.أل.بي) (الإنجليزية)
- بوب بوون على موقع مشجعي الرسوم البيانية (الإنجليزية)